# Julio Guardia
Julio Horacio Guardia (Buenos Aires, 14 de diciembre de 1962) es un militar argentino en situación de retiro con el grado de almirante. Fue jefe del Estado Mayor General de la Armada (JEMGA) desde el 28 de febrero de 2020 hasta su relevo el 2 de enero de 2024.

## Biografía
Julio Horacio Guardia nació el 14 de diciembre de 1962 en Buenos Aires. Se graduó de oficial en la Escuela Naval Militar el 30 de diciembre de 1985 en la Promoción 114.
Guardia fue comandante de la lancha hidrográfica ARA Petrel, del buque hidrográfico ARA Comodoro Rivadavia, del destructor ARA La Argentina y de la División de Corbetas.
En diciembre de 2017 el biografiado ascendió al grado de contraalmirante. Al año siguiente asumió como comandante de la Flota de Mar.

### Capacitación
Julio Horacio Guardia ha realizado varios cursos de especialización y capacitación militar:
En 1987 realizó la especialización de Comunicaciones en la Escuela de Oficiales de la Armada. Posteriormente completó los cursos de Control de Helicópteros e Interceptores Básicos.
En 1988 llevó a cabo la capacitación en Control de Helicópteros Operando en Zonas de Hielo en la Escuela de Operaciones.
En 1990 obtuvo la capacitación en Oceanografía en el Servicio de Hidrografía Naval.
En 1991 efectuó un entrenamiento en Oceanografía Física en el Japón.
En 1998 realizó el curso de Navegación Antártica dictado en la Escuela Nacional de Náutica.
En 2001 efectuó el curso de Comando y Estado Mayor en la Escuela de Guerra Naval.
En 2004 fue designado para el curso de Estado Mayor (CEMOS) en la Escuela de Guerra Naval del Brasil.
En 2005 obtuvo la Especialización en Gestión Empresarial de la Universidad Federal de Río de Janeiro.
En 2011 efectuó el Curso Superior de Estado Mayor en el Colegio de Guerra Naval de los Estados Unidos de América.

### Jefatura del Estado Mayor General de la Armada

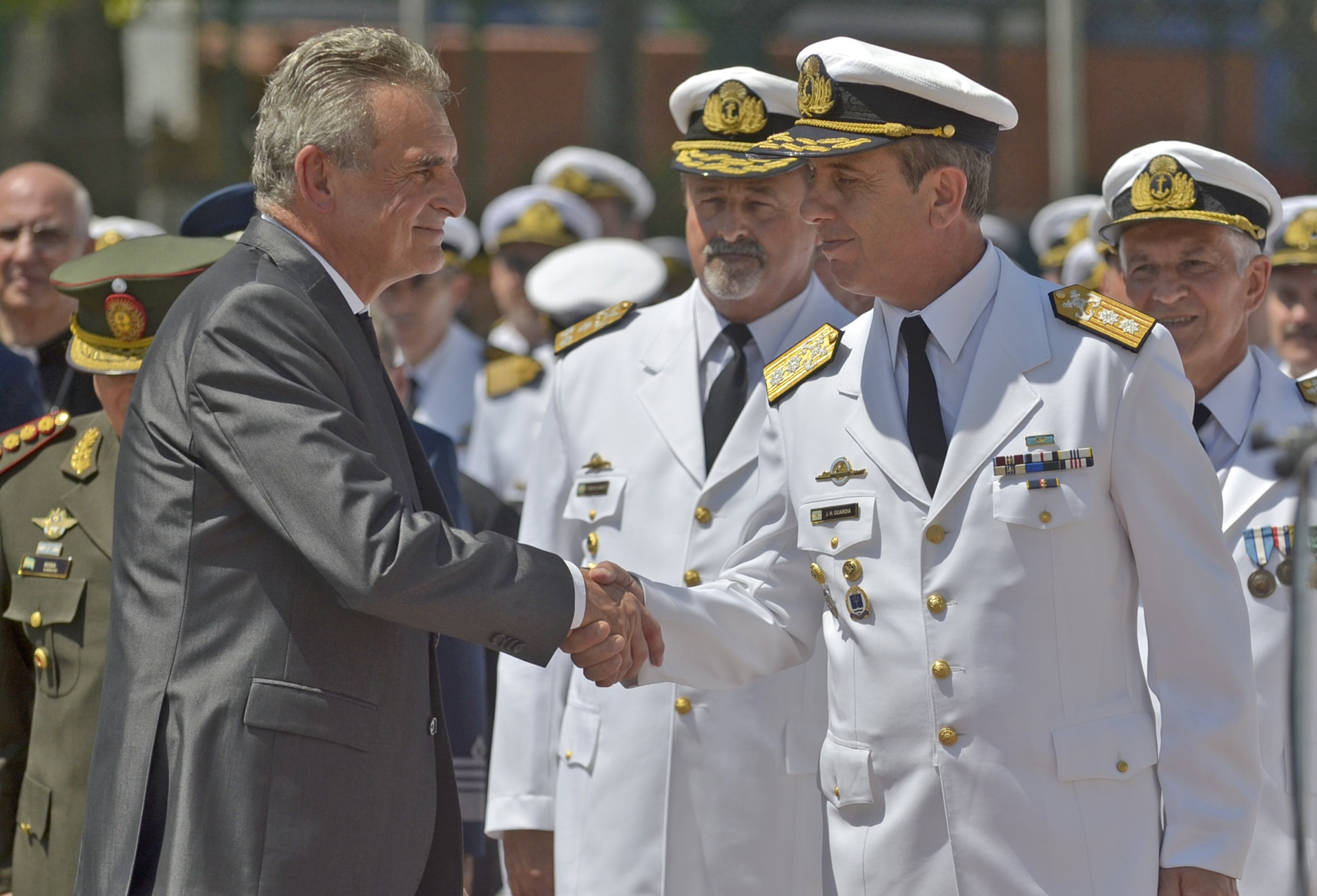
Guardia, recibiendo la felicitación del ministro Agustín Rossi, tras asumir la titularidad de la Armada.

Tras poco más de dos meses de haber jurado como presidente, Alberto Fernández dispuso el recambio de las autoridades militares de las tres fuerzas armadas el 22 de febrero de 2020. En el caso de la Armada Argentina, el contralmirante Julio Horacio Guardia fue investido como nuevo jefe del Estado Mayor General de la Armada de la República Argentina mediante el Decreto 179/2020.
El 28 de febrero del mismo año el ministro de Defensa Agustín Rossi puso en funciones a Julio Guardia en la plaza de armas del Edificio Libertad. Allí también se le brindó un homenaje de despedida al jefe saliente, almirante José Luis Villán
Las otras nuevas autoridades designadas por el jefe de Estado fueron el general de brigada Juan Martín Paleo como nuevo titular del Estado Mayor Conjunto; el general de brigada Agustín Humberto Cejas en calidad de jefe del Ejército; el brigadier Xavier Isaac como comandante de la Fuerza Aérea.
El 15 de diciembre de 2020, el Poder Ejecutivo Nacional dispuso el ascenso de Guardia al rango de vicealmirante con efecto retroactivo al 31 de diciembre de 2019.
El 28 de octubre de 2021, el Senado de la Nación Argentina dio su aprobación a los ascensos de ciento ochenta uniformados entre los que se encontraban los de Julio Guardia, Agustín Humberto Cejas y Xavier Isaac - jefes de Estado Mayor de las tres fuerzas - y el del jefe del Estado Mayor Conjunto, Juan Martín Paleo. Los pliegos habían sido remitidos por el Poder Ejecutivo a la Cámara Alta en abril de 2021, pero fueron tratados con siete meses de demora. En todos los casos, los ascensos fueron efectivizados con retroactividad al 22 de febrero de 2020.
El 2 de enero de 2024 el presidente Javier Milei designó al contraalmirante Carlos María Allievi como el nuevo Jefe del Estado Mayor General de la Armada reemplazando a Guardia en esta posición.